# Uairimabugu
Uairimabugu é uma comuna do departamento de Lumana, na província de Léraba, na região de Cascatas, no Burquina Fasso.

## História
Em 1896 ou 1897, durante a expedição de resgate do fama Babemba Traoré (r. 1893–1898) do Reino de Quenedugu, Uairimé Tiebala de Nielé passou por "Sinaba" (Léraba Ocidental) e fundou a aldeia de Uairimabugu, a 25 quilômetros ao sul de Lumana, colocando entre ele e seus inimigos um rio e pântanos intransponíveis durante a maior parte do ano. Quando o fama retornou para sua capital Sicasso, Uairimabugu e seus partidários o acompanharam, mas quando a cidade é capturada pelo franceses em maio de 1898, ele retornou com seus partidários para Uairimabugu de onde nunca mais saiu.